# MED13
MED13‏ (Mediator complex subunit 13) هوَ بروتين يُشَفر بواسطة جين MED13 في الإنسان.